# 가위바위보
가위바위보(문화어: 돌가위보, 영어: Rock Paper Scissors)는 2명 이상의 사람들이 ‘가위, 바위, 보’를 외치며 ‘보’를 외칠 때 동시에 각자 가위나 바위나 보를 내어 상성 관계에 따라 승부를 결정짓는 게임이다.

## 진행

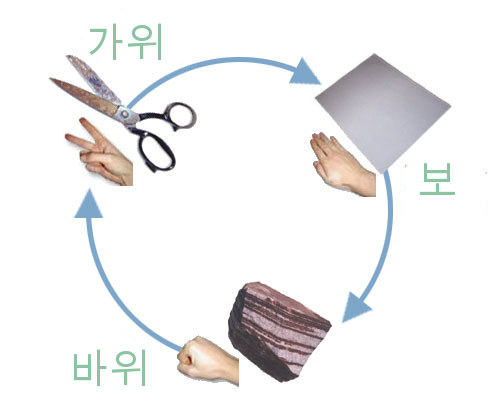

1. 2명 이상의 사람들이 '가위, 바위, 보'를 외치며, '보'를 외칠 때 동시에 각자 가위나 바위나 보를 낸다.[1] 이 때, '안 내면 진다 rock, paper, scissors'처럼 앞에 구호를 붙일 수도 있다. 보통 이 구호는 두 번 이상 할 때는 붙이지 않는다.
2. 가위는 바위에게 지며, 바위는 보에게 지고, 보는 가위에게 진다.[1]
보자기는 바위를 쌀 수 있고, 바위는 가위를 부수며, 가위는 보를 자를 수 있어서 그렇게 정해졌다.[1]
3. 두 명이서 가위바위보를 할 때 둘이 같은 손 모양을 내면 비긴다.[1]
4. 세 명 이상이서 할 때에는 모두 같은 모양을 내거나, 가위, 바위, 보가 모두 다 나오면 비긴다.[1]

- 비겼을 때는 보통 한번 더 진행한다. 사람이 많은 경우, 나누어서 하는 것이 편리하다.

## 용도
이기고 지는 사람이 명확한 게임으로 술래잡기 등의 게임에서 술래를 정할 때 등에 사용한다.

## 특성
가위 바위 보에서는 가위가 보를 이기고, 보가 바위를 이기며, 바위가 가위를 이긴다. 따라서 어떠한 것을 선택하는가에 관계없이 승리 확률이 1/3, 패배 확률이 1/3, 그리고 무승부 확률이 1/3로 일정하다. 이는 게임 이론 상의 순수전략 내시 균형이 존재하지 않는다는 것을 보여준다. 즉, 플레이어는 가위바위보를 함에 있어서 어떠한 경우에도 최선의 선택을 할 수 없기 때문에 언제나 예측 불허의 승부를 펼칠 수 있다는 장점이 있다.

## 경우의 수
2명이서 하는 가위바위보의 모든 경우의 수를 예로 들면 이것은 중복순열(k-permutation with repetition)로 가위, 바위, 보에서 3가지(n=3)로 중복을 허용하여 2개를 뽑는 순열(permutation)의 튜플이다. 따라서 {\displaystyle n^{k}=3^{2}=9}개의 경우의 수를 모두 보여준다.
| 확률                                      | 경우의 수                                   |
| 이길 확률 {\displaystyle {{1} \over {3}}} | 주먹 - 가위 , 가위 - 보자기 , 보자기 - 주먹 |
| 비길 확률 {\displaystyle {{1} \over {3}}} | 주먹 - 주먹, 가위 - 가위 , 보자기 - 보자기  |
| 질 확률 {\displaystyle {{1} \over {3}}}   | 주먹 - 보자기, 가위 - 주먹, 보자기 - 가위   |

## 같이 보기
- 묵찌빠